# Zygmunt Bartmański
Zygmunt Bartmański (ur. 16 kwietnia 1876 w Przemyślu, zm. 18 lub 19 maja 1919 pod Drohobyczem) – major kawalerii Wojska Polskiego.

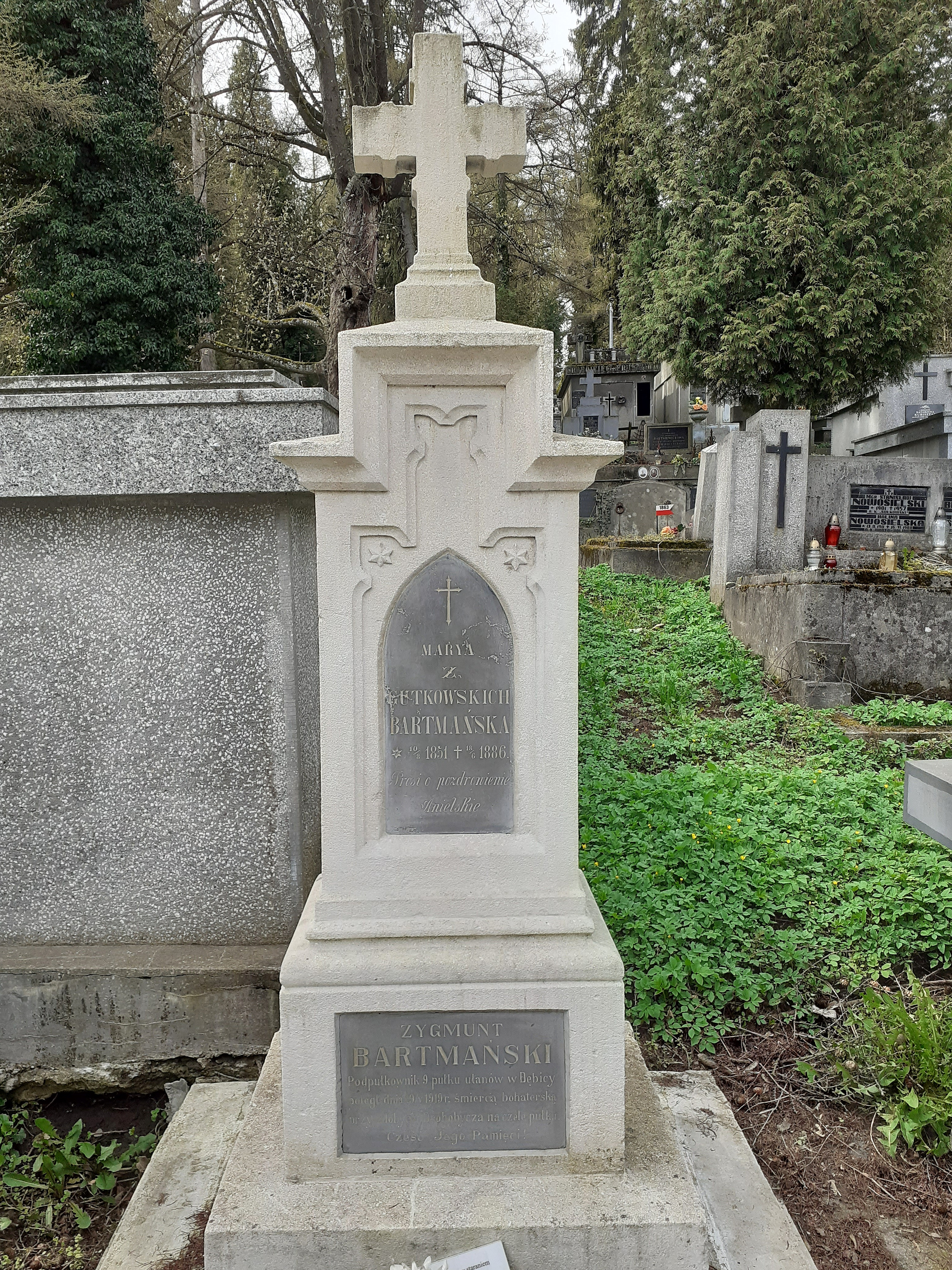
Nagrobek Zygmunta Bartmańskiego

## Życiorys
Jesienią 1897 rozpoczął zawodową służbę w cesarsko-królewskiej Obronie Krajowej. Pełnił ją w Pułku Ułanów Obrony Krajowej Nr 3 w Samborze, a od 1901 w Rzeszowie. W 1912 został przeniesiony do Pułku Ułanów Obrony Krajowej Nr 6 w Wels. W jego szeregach walczył podczas I wojny światowej, m.in. na froncie włoskim. W czasie służby w c. k. Obronie Krajowej awansował na kolejne stopnie: kadeta (1 września 1897), podporucznika (1 listopada 1898), porucznika (1 listopada 1902) i rotmistrza (1 maja 1912).
Po odzyskaniu przez Polskę niepodległości został przyjęty do Wojska Polskiego. Brał udział w wojnie polsko-ukraińskiej, trwającej od listopada 1918. W stopniu majora został dowódcą 9 pułku ułanów. Poległ 18 lub 19 maja 1919 pod Drohobyczem, trafiony kulą nieprzyjaciela w czasie, gdy żołnierze jego pułku zdobywali miasto. Został uroczyście pochowany przez swoich żołnierzy już po zajęciu miasta.
Rozkaz dzienny gen. Józefa Hallera z 26 maja 1919 zawierał następujący fragment (dosłowny cytat): Nie mogę wyróżniać Waszych czynów bohaterskich, bo musiałbym zasługi wszystkich podnosić. Dziękuję Wam, oficerowie i żołnierze. Tym, którzy swoje życie bohatersko złożyli na ołtarzu ojczyzny, cześć i chwała! Pamięć o dzielnym dowódcy 8 pułku ułanów, maj. Strońskim i dowódcy batalionu maj. Bartmańskim, oraz poległych oficerach i żołnierzach nigdy nie zaginie. 30 października 1919 w uznaniu nadzwyczajnych zasług dla dobra Ojczyzny położonych i okupionych bohaterską śmiercią na froncie został pośmiertnie mianowany podpułkownikiem.
W 1904 i 1910 został członkiem zwyczajnym Towarzystwa Myśliwych w Rzeszowie.
Został pochowany na cmentarzu Głównym w Przemyślu.

## Ordery i odznaczenia
- Brązowy Medal Zasługi Wojskowej z mieczami na wstążce Krzyża Zasługi Wojskowej – 1916[14]
- Srebrny Medal Zasługi Wojskowej na czerwonej wstążce
- Brązowy Medal Zasługi Wojskowej na czerwonej wstążce
- Brązowy Medal Jubileuszowy Pamiątkowy dla Sił Zbrojnych i Żandarmerii
- Krzyż Jubileuszowy Wojskowy[15].